# Castet-Arrouy
Castet-Arrouy ist eine französische Gemeinde mit 174 Einwohnern (Stand 1. Januar 2022) im Département Gers in der Region Okzitanien (vor 2016: Midi-Pyrénées). Sie gehört zum Arrondissement Condom und zum Kanton Lectoure-Lomagne.
Die Einwohner werden Castet-Arroyais und Castet-Arroyaises genannt.

## Geographie
Castet-Arrouy liegt circa 28 Kilometer östlich von Condom in der historischen Provinz Armagnac am nördlichen Rand des Départements.
Umgeben wird Castet-Arrouy von den vier Nachbargemeinden:
| Sainte-Mère |                                             | Miradoux |
| Lectoure    | Kompassrose, die auf Nachbargemeinden zeigt |          |
|             |                                             | Plieux   |

Castet-Arrouy liegt im Einzugsgebiet des Flusses Garonne.
Die Auroue ist ein Nebenfluss der Garonne und durchquert das Gebiet der Gemeinde zusammen mit ihren Nebenflüssen,
- dem Ruisseau du Lion,
- dem Ruisseau de Noguès,
- dem Ruisseau de Pouriac, der in Castet-Arrouy entspringt, und
- dem Ruisseau de Sallebœuf.

Der Ruisseau d’Escaneqat, ein Nebenfluss des Arrats, entspringt in Castet-Arrouy.

## Geschichte
Im Jahre 1824 wurde die frühere Gemeinde Paravis zu einem Teil in die Gemeinde Castet-Arrouy eingegliedert.

## Einwohnerentwicklung
Mit der Eingemeindung von Teilen von Paravis stieg die Einwohnerzahl auf einen Höchststand von 405. In der Folgezeit sank die Größe der Gemeinde bei zwischenzeitlichen Erholungsphasen bis den 1990er Jahren auf den tiefsten Stand von rund 130 Einwohnern.

## Bevölkerungsentwicklung
| Jahr                       | 1962 | 1968 | 1975 | 1982 | 1990 | 1999 | 2006 | 2011 | 2020 |
| Einwohner                  | 163  | 174  | 145  | 133  | 132  | 144  | 171  | 186  | 173  |
| Quellen: Cassini und INSEE |      |      |      |      |      |      |      |      |      |

## Sehenswürdigkeiten

### Pfarrkirche Sainte-Blandine

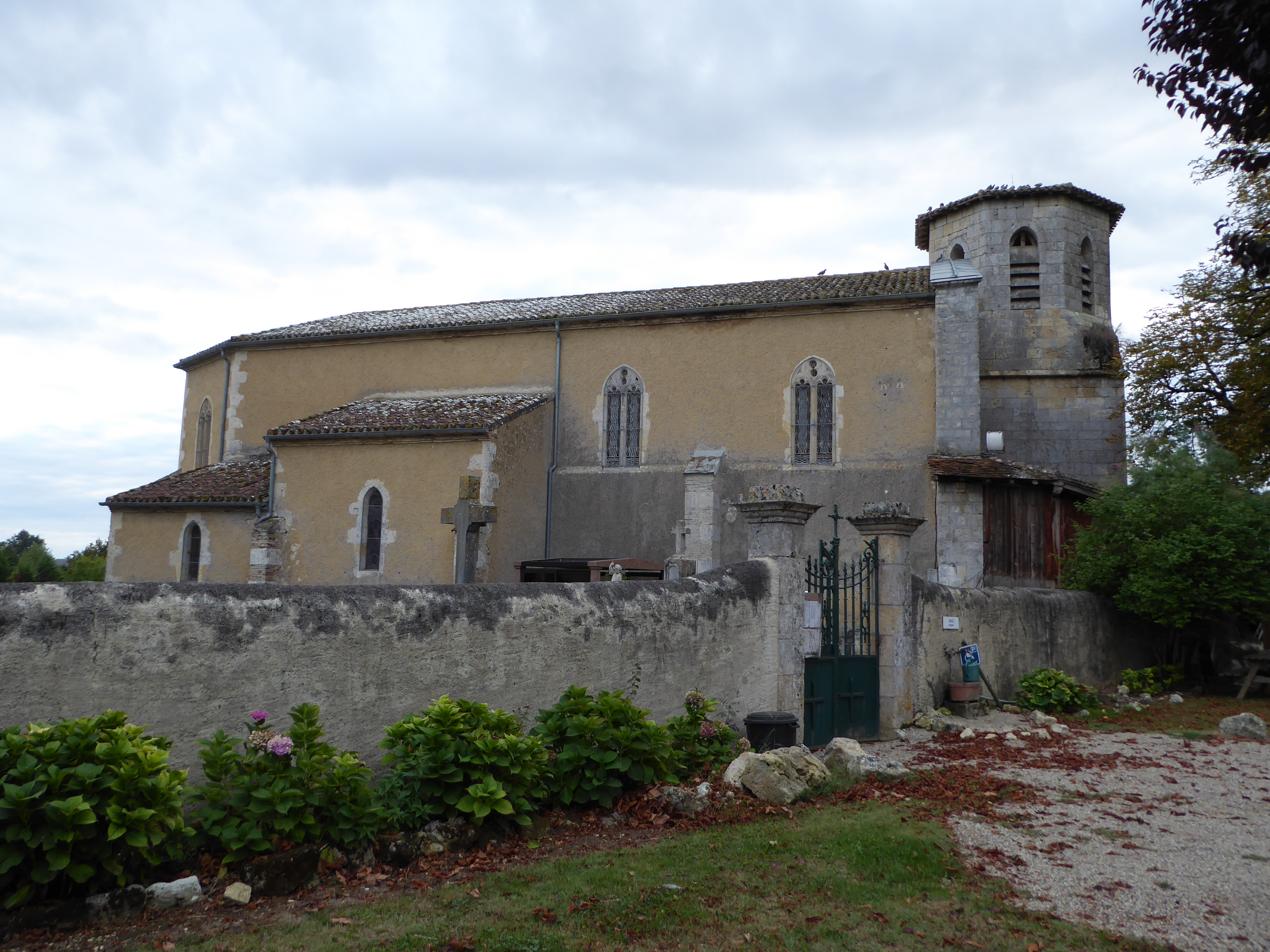
Pfarrkirche Sainte-Blandine

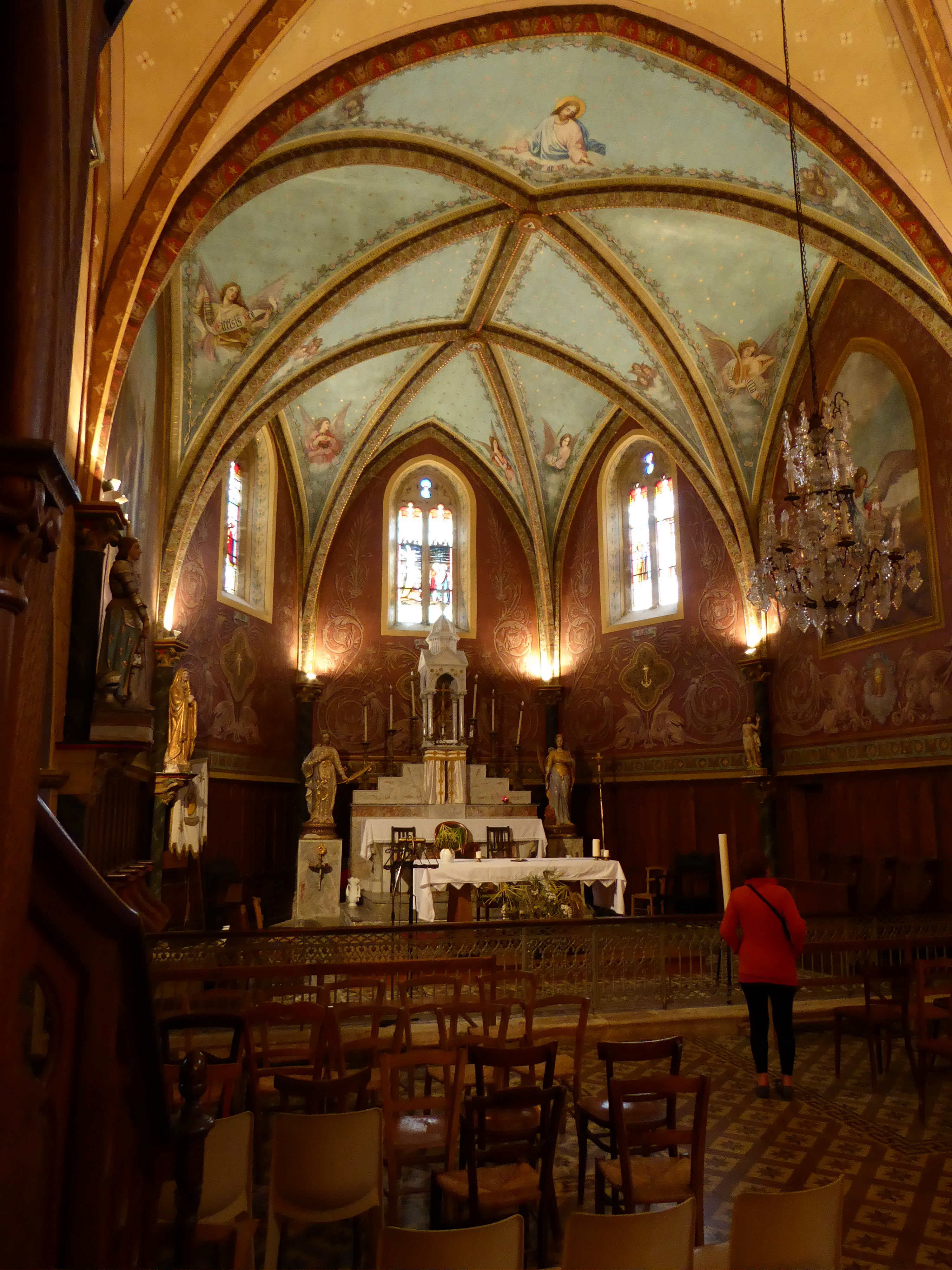
Blick auf den Chor

Ihre Ursprünge gehen bis auf das ausgehende Mittelalter zurück. Das westliche Eingangsportal datiert aus dem 14. oder 15. Jahrhundert. Die Inschrift „26 mai 1546“ auf der Nordwand des Glockenturms belegt das Datum seiner Errichtung. Der polygonale Chor, das einschiffige Langhaus und das Kreuzrippengewölbe sind in der zweiten Hälfte des 19. Jahrhunderts neu geschaffen worden. Die Wandmalerei im Chor ist das Werk von Paul Lasseran aus dem 19. Jahrhundert. Die Kirche ist seit dem 19. Mai 1999 als Monument historique eingeschrieben.
Die Kirche birgt zahlreiche Ausstattungsstücke, die als Monument historique klassifiziert sind:
- ein Tabernakel aus bemaltem Holz aus dem 17. Jahrhundert,
- eine Statue des heiligen Blasius aus bemaltem Holz aus dem 17. Jahrhundert,
- ein Ölgemälde aus dem Ende des 18. oder dem Beginn des 19. Jahrhunderts mit der Darstellung des Gebets Christus im Olivengarten,
- ein Ölgemälde aus dem frühen 19. Jahrhundert mit der Darstellung der Heiligen Familie,
- eine Statue des heiligen Sebastian aus bemaltem Holz aus dem 18. Jahrhundert,
- zwei Statuen aus bemaltem Holz aus dem 19. Jahrhundert mit den Darstellungen der heiligen Blandina, der Schutzpatronin der Kirche, und der heiligen Lucia,
- ein Ölgemälde aus dem Jahre 1824 mit der Darstellung der Kreuzigung Jesu,
- einem Kopf aus Marmor aus der ersten Hälfte des ersten Jahrhunderts, der in einer Wand des Glockenturms eingefasst ist,
- eine Statue aus bemaltem Holz aus dem 19. Jahrhundert mit der Darstellung der Mater Dolorosa und
- ein Tabernakel aus bemaltem Holz aus dem 18. Jahrhundert.[6]

### Burgruine Gachepouy

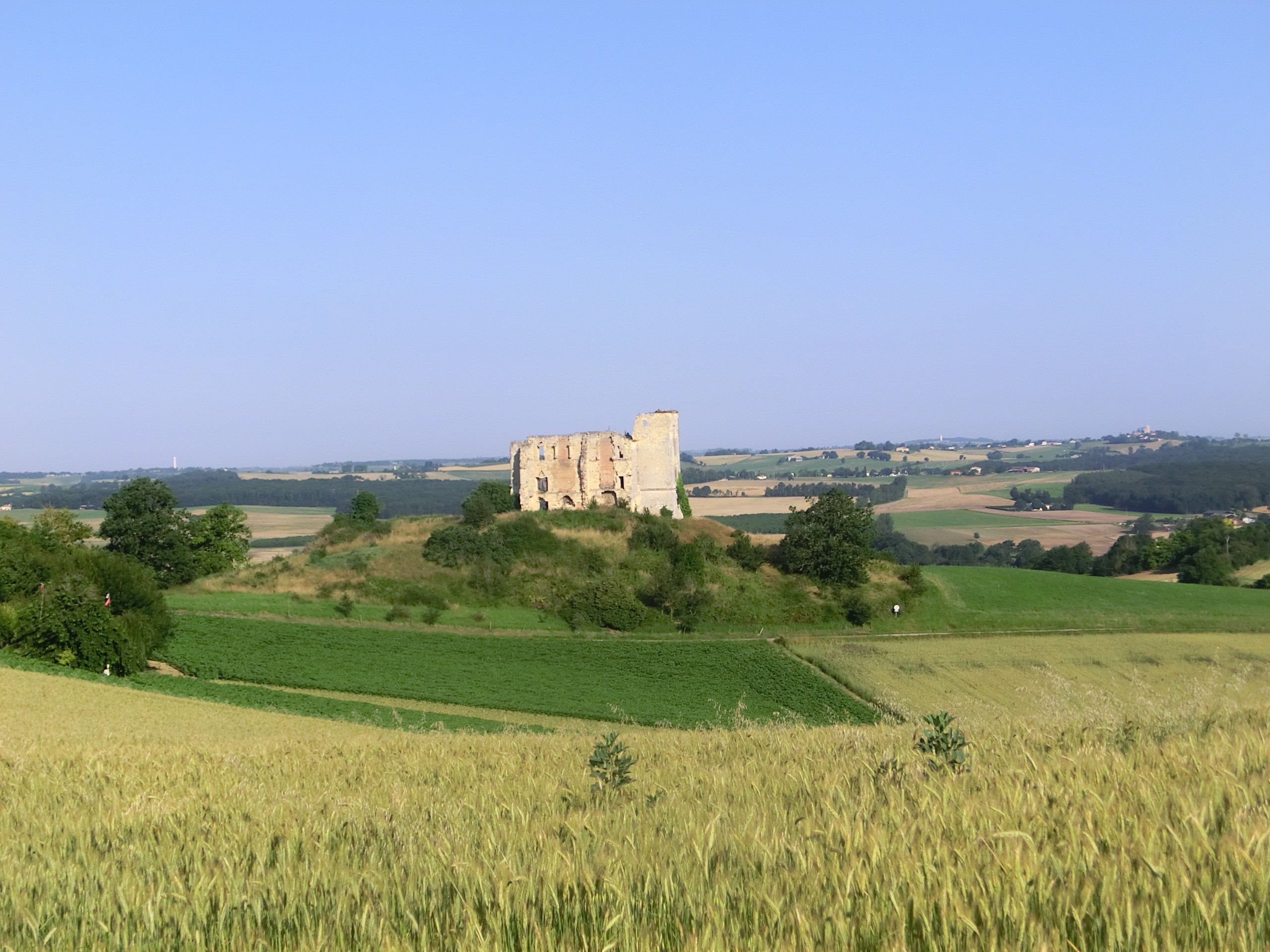
Burgruine Gachepouy

Die ursprünglich im Mittelalter im Weiler Gachepouy errichtete Burg diente zur Überwachung des Aurouetals. Das Gebäude wurde von 1579 bis 1585 durch Anne d’Aydie, Baronin von Pordéac, neu gebaut. Der rechteckige dreigeschossige Bau wurde in der nordwestlichen und der südwestlichen Ecken von zwei viereckigen Türmen flankiert. Raymond Salles, Maurermeister aus Lavit baute im Jahre 1601 einen Treppenturm im Auftrag von Catherine des Fontaines. Während des Ersten Weltkriegs befand sich das Bauwerk noch in einem guten Zustand, wurde aber seitdem verwahrlost.

## Wirtschaft und Infrastruktur

### Sport und Freizeit
- Der Fernwanderweg GR 65 von Genf nach Roncesvalles führt durch das Zentrum der Gemeinde. Er folgt der Via Podiensis, einem der vier historischen Jakobswege.[10]

### Verkehr
Castet-Arrouy ist über die Routes départementales 23, 40, 218, 245 und 953, die ehemalige Route nationale 653, erreichbar.